# Never Forget You (Mariah Carey)
Never Forget You è una canzone del 1994 scritta e prodotta da Mariah Carey, Babyface e Daryl Simmons, per il terzo album di studio della Carey, Music Box (1993). Fu pubblicata come terzo singolo dall'album durante il febbraio 1994, insieme a "Without You". La canzone fu la prima della cantautrice senza un video musicale ne una performance dal vivo, ma guadagnò un buon successo negli Stati Uniti raggiungendo la #3 nella Hot 100.

## Successo commerciale
Al tempo, Billboard considerava gli A-side come una sola entrata, e solamente quello con più airplay sarebbe entrato in classifica. Nella Pop e nella Hot 100 venne considerato come A-side "Without You" che raggiunse la #3 nella Hot 100, e rimase in classifica per 21 settimane.
Nella classifica R&B invece venne considerato come A-side "Never Forget You", che raggiunse la settima posizione. Venne poi certificato Oro dalla RIAA.

## Tracce
U.S. CD maxi-single
1. "Never Forget You" (Radio Edit) – 3:38
2. "Never Forget You" (Extended) – 5:19
3. "Never Forget You" (Album Version) – 3:48
4. "Never Forget You" (Instrumental) – 3:35
5. "Without You" (Album Version) – 3:33

## Classifiche
| Classifica (1994)                    | Posizione massima |
| ------------------------------------ | ----------------- |
| U.S. Billboard Hot 100               | 3                 |
| U.S. Billboard Hot R&B/Hip-Hop Songs | 7                 |

### Classifiche di fine anno
| Classifica di fine anno (1994) | Posizione |
| ------------------------------ | --------- |
| U.S. Billboard Hot 100         | 16        |